# Ховалингский район
Ховали́нгский район (тадж. Ноҳияи Ховалинг) — административный район в составе Хатлонской области Республики Таджикистан. Районный центр — посёлок городского типа Мунк.

## История
Район образован в 1930 году. В 1938 году включён в Кулябский округ, а в 1939 году — в Кулябскую область. С 1955 года находился в прямом подчинении Таджикской ССР.
6 июня 1958 года Ховалингский район был упразднён, а его территория передана частью в Аральский, частью — в Дангаринский районы. 26 апреля 1983 года район восстановлен в составе Кулябской области.

## География
Район Ховалинг располагается в южной части Республики Таджикистан, в Хатлонской области. Площадь района составляет 1733 км². 
Граничит на востоке — с Дарвазским районом ГБАО и районом Шамсиддин Шохин, на северо-востоке — с районом Сангвор, на севере — с Бальджуванским районом, на западе — с районом Темурмалик, на юге — с Восейским, Кулябским и Муминабадскими районами Хатлонской области.

## Население
Население по оценке на 1 января 2022 года составляло 58 300 человек (99,2 % — сельское).
| Численность населения | Численность населения | Численность населения | Численность населения | Численность населения |
| 1939                  | 2019                  | 2020                  | 2021                  | 2022                  |
| --------------------- | --------------------- | --------------------- | --------------------- | --------------------- |
| 26 665                | ↗57 000               | ↗57 900               | ↘57 100               | ↗58300                |

## Административно-территориальное деление
В состав района входят 5 сельских общин (джамоатов).
| Сельская община | Население (2015) |
| --------------- | ---------------- |
| Гаффор Мирзо    | 8,806            |
| Джомбахт        | 13,662           |
| Лохути          | 12,732           |
| Ховалинг        | 10,601           |
| Шугнов          | 7,666            |

## Председатели хукумата
Главой Ховалингского района является Председатель Хукумата, который назначается Президентом Республики Таджикистан. Законодательный орган Ховалингского района — Маджлис народных депутатов, который избирается всенародно на 5 лет.
Председатели:
- Мирзозода Музаффар Бурхон (с 2023)[8]
- Набизода Фаррухиддин Амрудин (с 30.01.2024)[9]

## Археология
У кишлака Лахути находятся палеолитические стоянки Кульдара возрастом 800 тыс. лет (Ранов, 1999) и Лахути I возрастом ок. 300—200 тысяч лет.